# 도카이 여객철도 하마마쓰 공장
도카이 여객철도 하마마쓰 공장(일본어: 東海旅客鉄道浜松工場)는 일본 시즈오카현 하마마쓰시 나카구에 있는 신칸센 차량 사업소이다.